# Tossal de les Roies de Cardet
El Tossal de les Roies de Cardet és una muntanya de 2.445 metres que es troba entre els municipis de La Vall de Boí i de Vilaller, a la comarca de l'Alta Ribagorça.
Al cim s'hi troba un vèrtex geodèsic (referència 255072001).
Aquest cim està inclòs al llistat dels 100 cims de la FEEC.